# Flamingo Road (film)
Flamingo Road, In het Nederlands uitgebracht onder de titel Boulevard der hartstochten, is een film uit 1949 onder regie van Michael Curtiz. De film is gebaseerd op een toneelstuk van Robert Wilder en Sally Wilder en werd in 1980 opnieuw als televisiefilm gemaakt, met John Beck, Morgan Fairchild en Mark Harmon in de hoofdrollen.

## Verhaal
Lane Bellamy is een danseres op een carnaval die in een kleine stad belandt. Hier krijgt ze kort een relatie met de lokale sheriff die werkt voor een corrupte politieke baas die de stad runt en het niet gezien heeft op Lane. Hij laat haar arresteren om morele redenen. Niet veel later krijgt ze een baan als gastvrouw in een zogeheten "roadhouse". Hier ontmoet ze een rivaal van de corrupte baas die een campagne tegen haar heeft. Ze trouwt met hem, wat de lokale sheriff niet bevalt. Hij pleegt uiteindelijk zelfmoord. Dit wordt tegen haar gebruikt door de corrupte baas.

## Rolverdeling
| Acteur             | Personage            |
| ------------------ | -------------------- |
| Joan Crawford      | Lane Bellamy         |
| Zachary Scott      | Fielding Carlisle    |
| Sydney Greenstreet | Sheriff Titus Semple |
| David Brian        | Dan Reynolds         |
| Gladys George      | Lute Mae Sanders     |
| Alice White        | Gracie               |